# 운연천

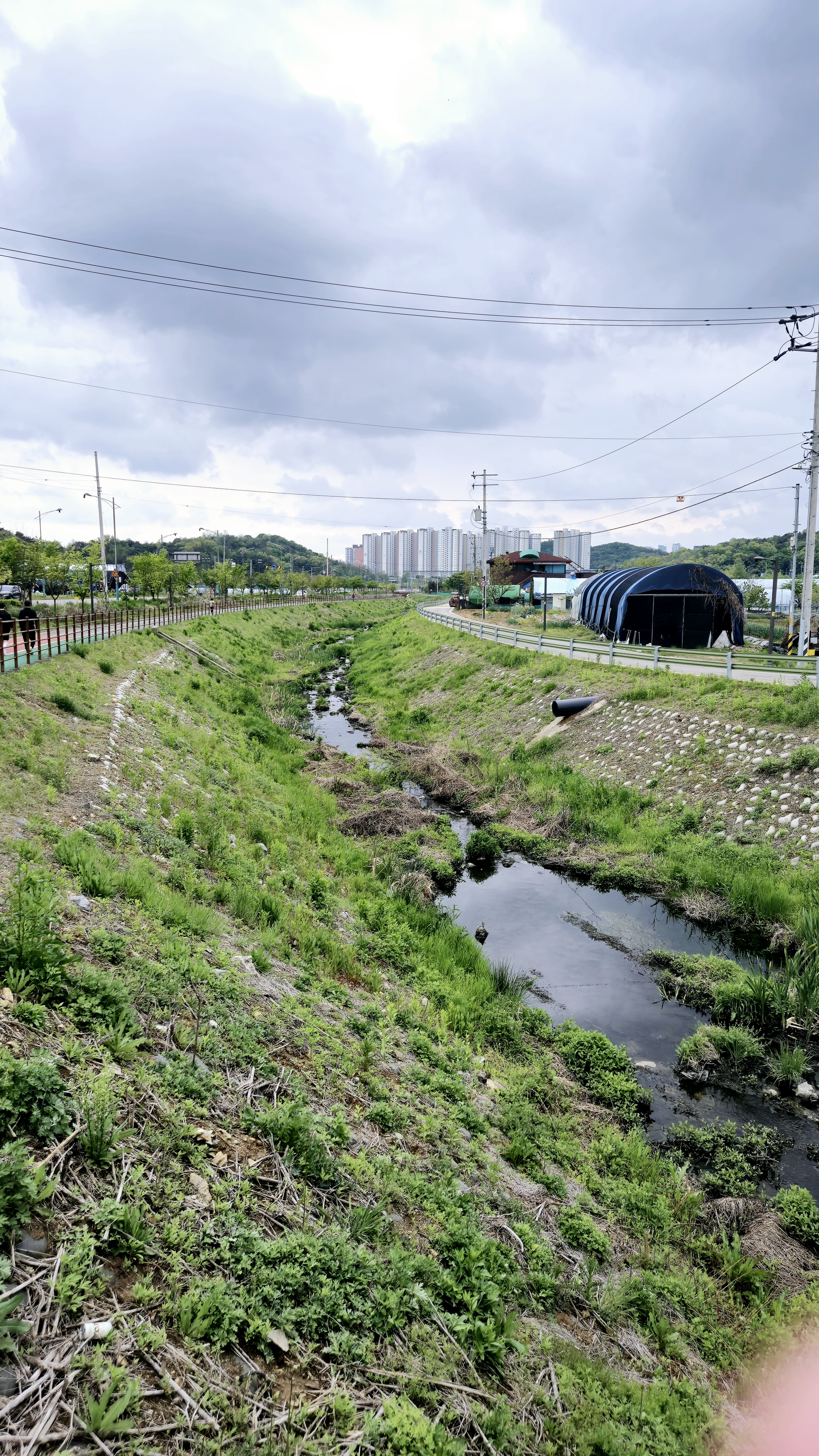
운연천로

운연천은 인천광역시 남동구 운연동에 있는 2.69km의 길이를 가진 지방하천이다. 
만의골로와 수인로 사이의 복원된 하천을 기점으로 남동구 서창동과 경기도 시흥시 방산동까지 흐를 수 있도록 2017년도부터 2023년 하천 정비를 위해 투입된 정비 사업비만 총 154억원이 투여 되었다. 이는 남동구 운연동의 하천정비 사업을 통해 수해상습지역을 해소하고, 서창2지구까지 이어지는 환경 개선으로 운연동, 장수서창동, 서창2동에 이르는 구민, 시민 삶의 질 향상에 기여하였다.
2023년부터 보행로와 자연 자전거 도로가 운연천 배치되어 있다.

## 개요
운연천의 하천복원이 이루어진 이후로 인근 운연천로 및 수인로, 만의골로의 나들이, 운동하는 시민 이용객이 늘어가는 편이다.
- 유형 : 지방하천
- 시점위치 : 인천광역시 남동구 운연동 산67
- 종점위치 : 인천광역시 남동구 운연동 신천 합류
- 하폭 : 25m
- 연장길이 : 2.69km
- 유역면적 : 2.13km(약 2,130m)

## 사진

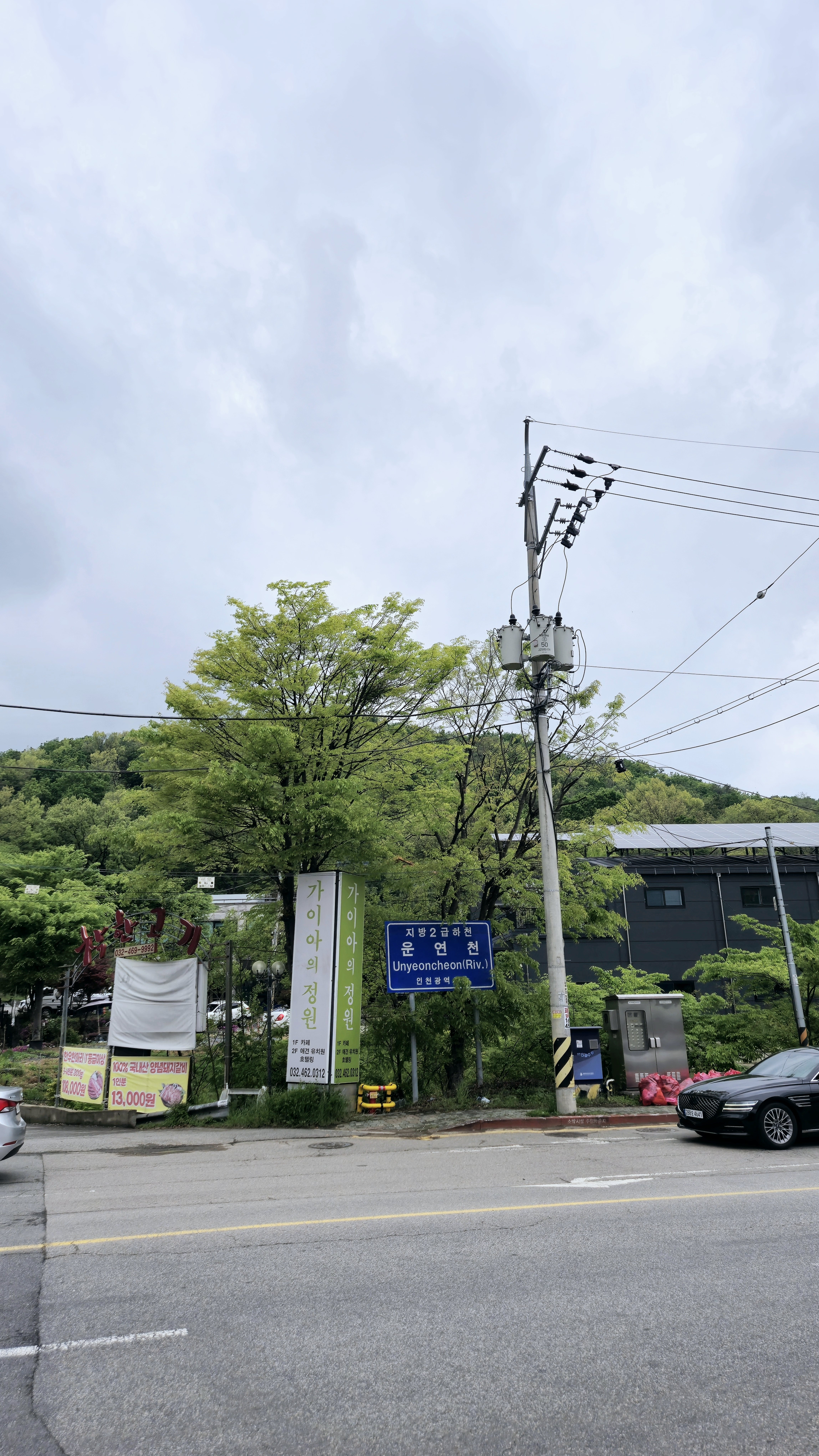
운연천 하천표지판
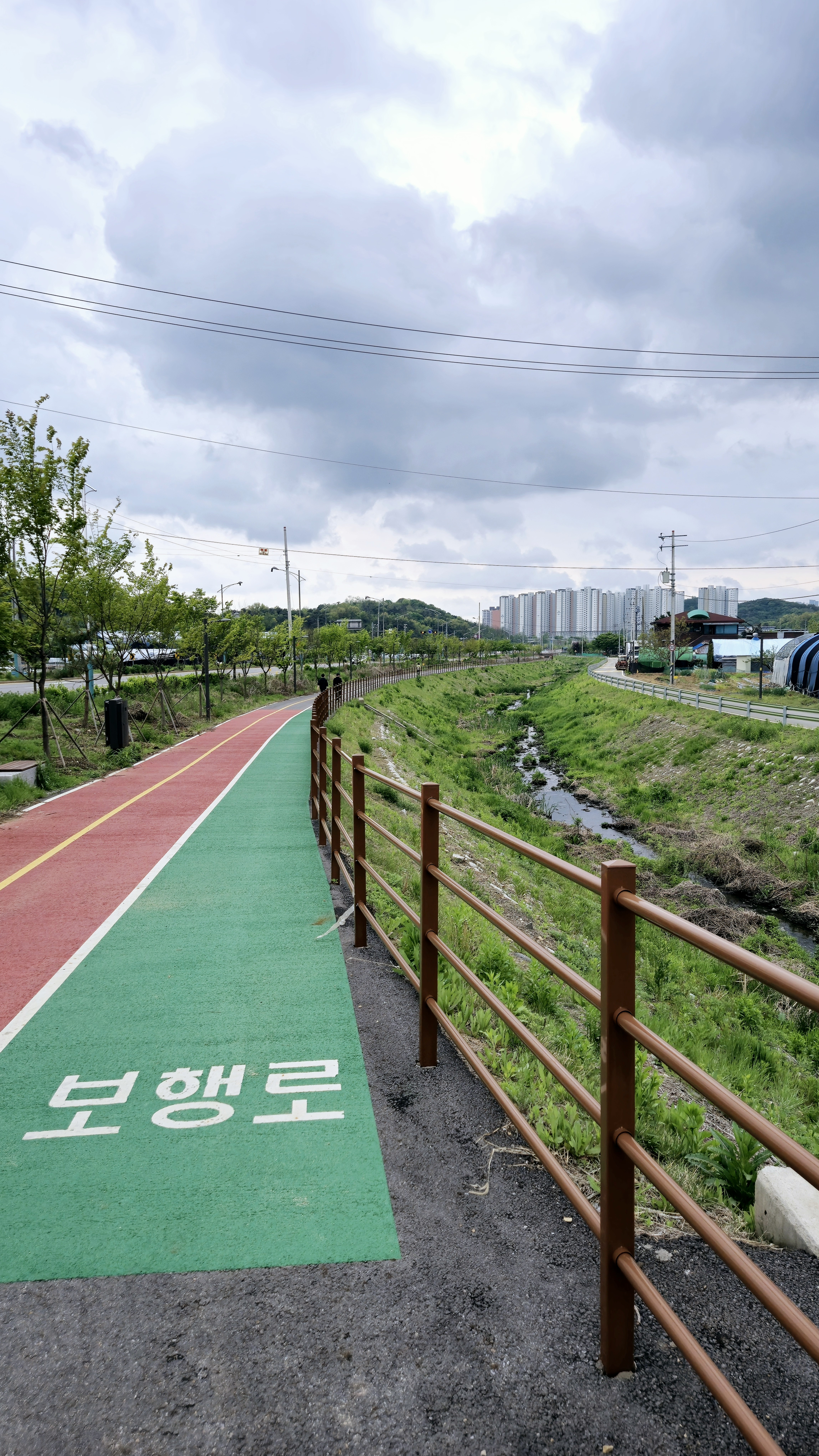
운연천 보행자도로
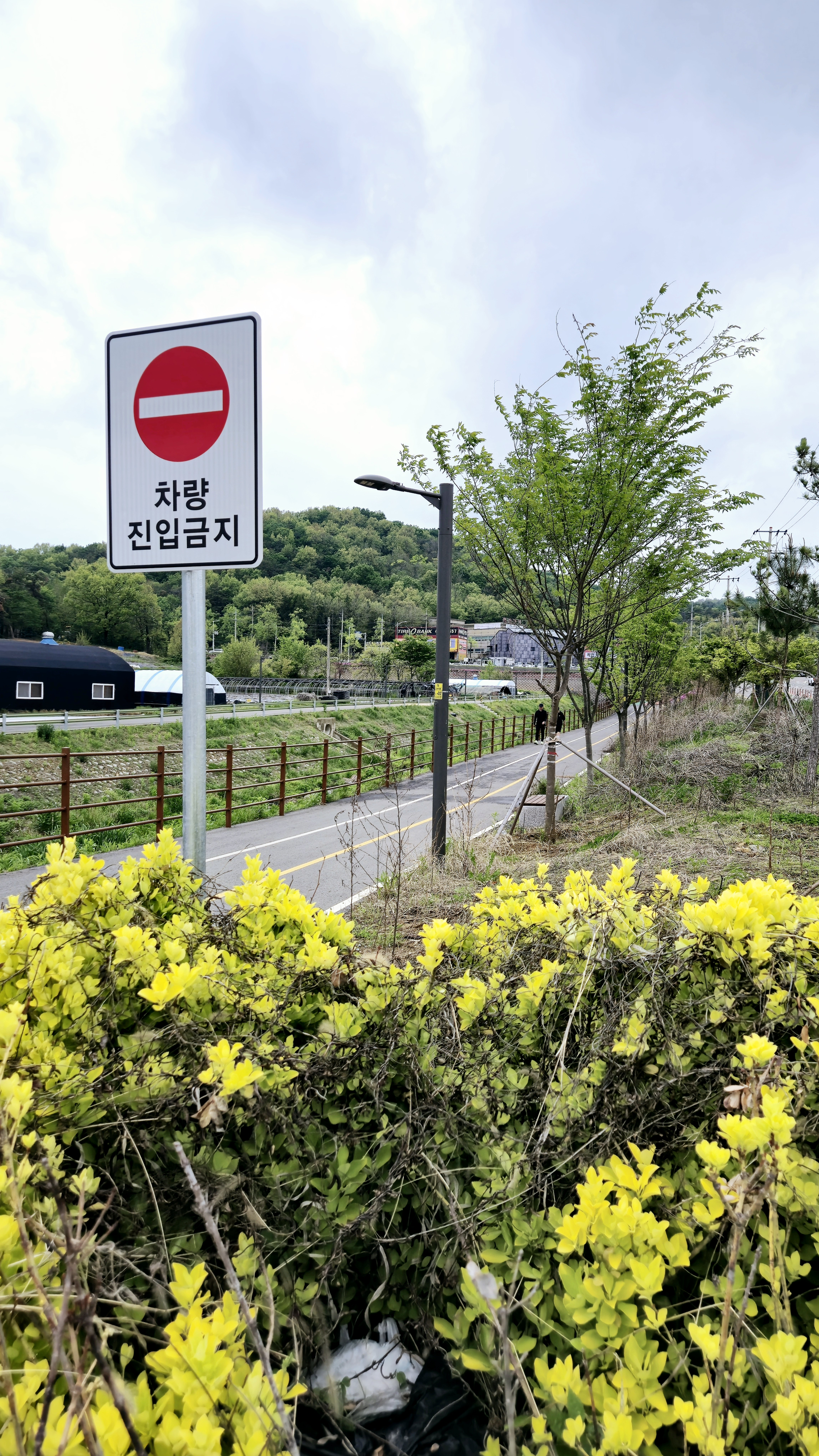
운연천의 초여름
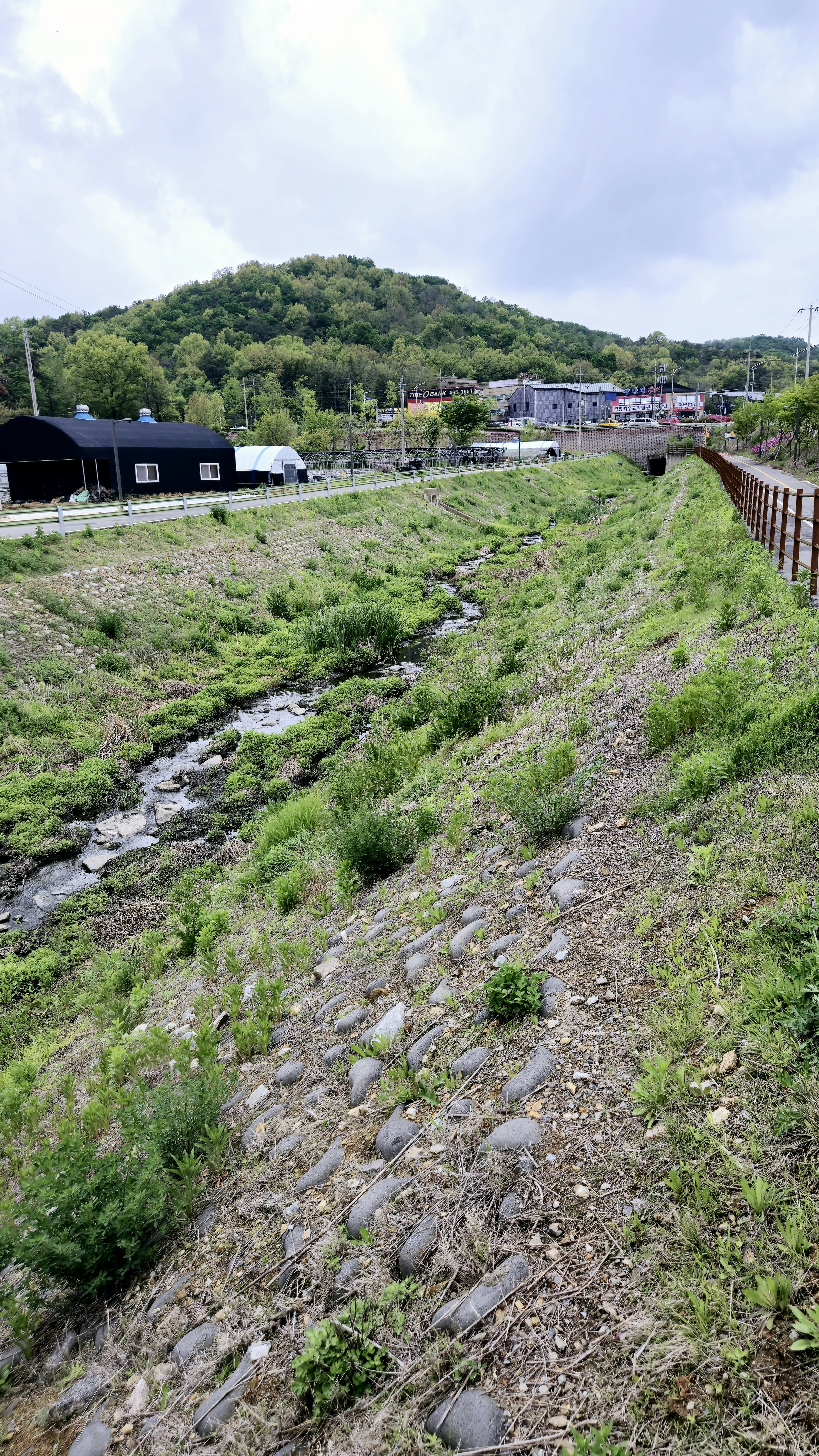
운연천 - 만의골 연결구간
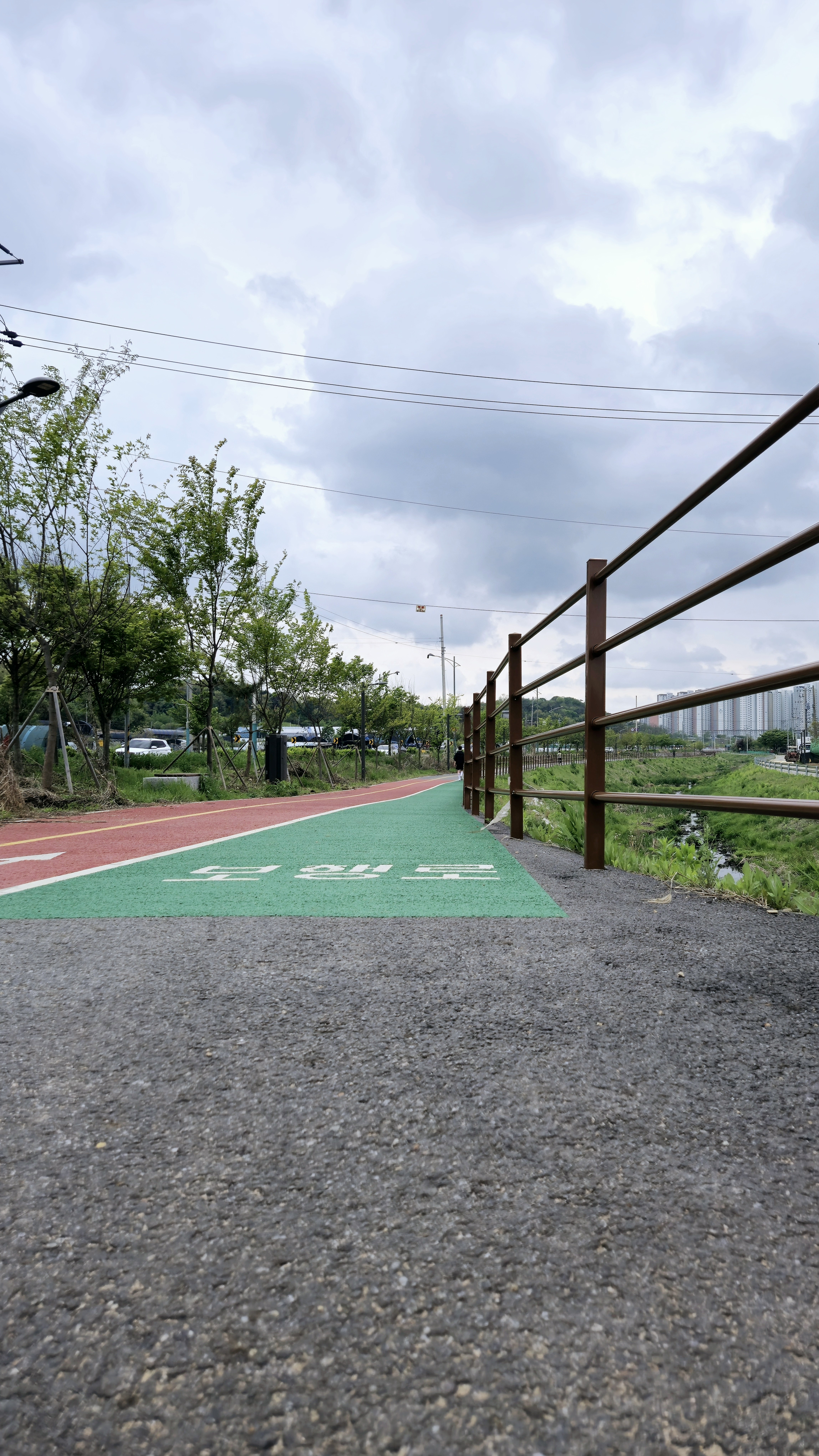
운연천 자전거도로
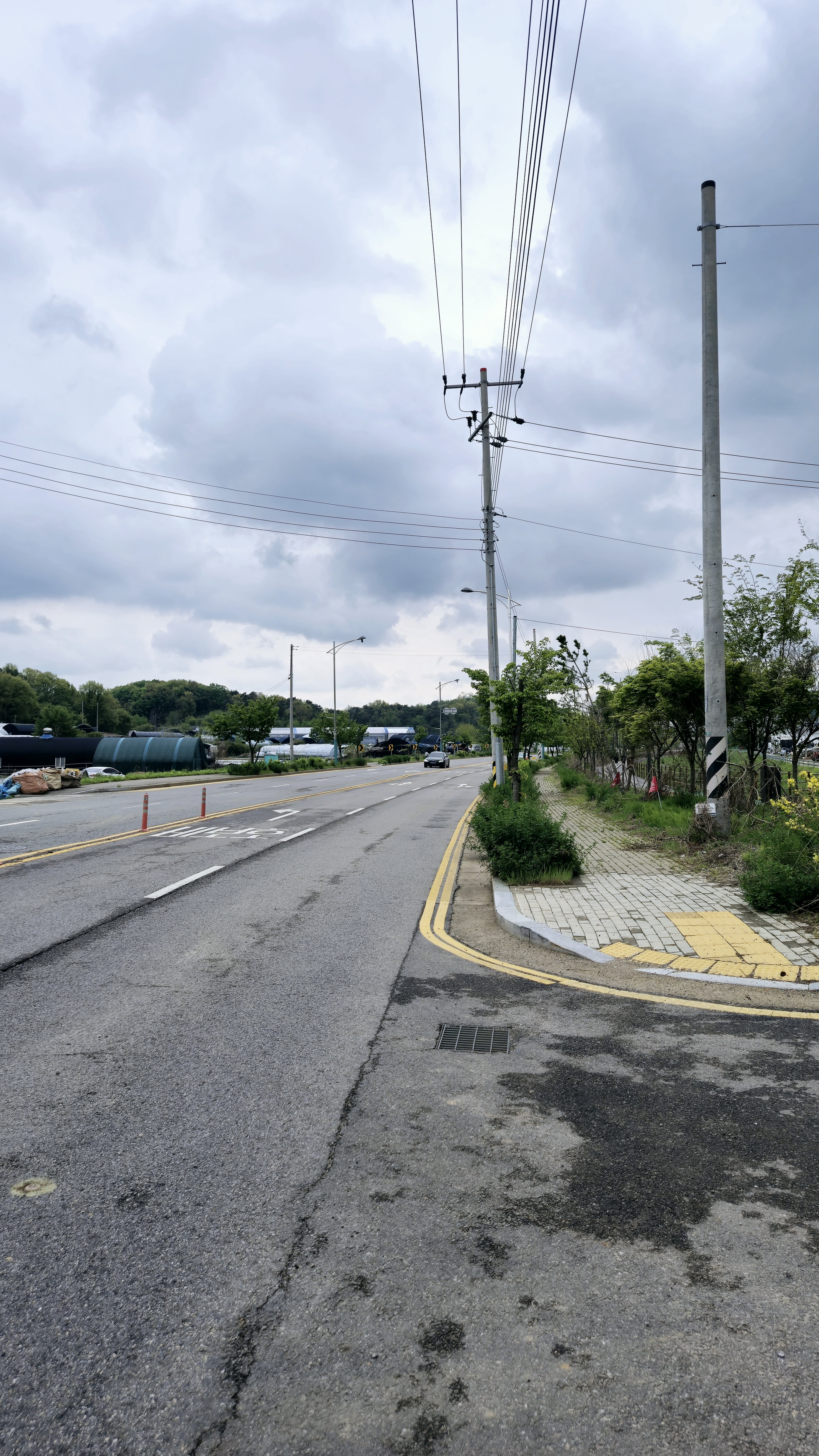
운연천로 서창방향
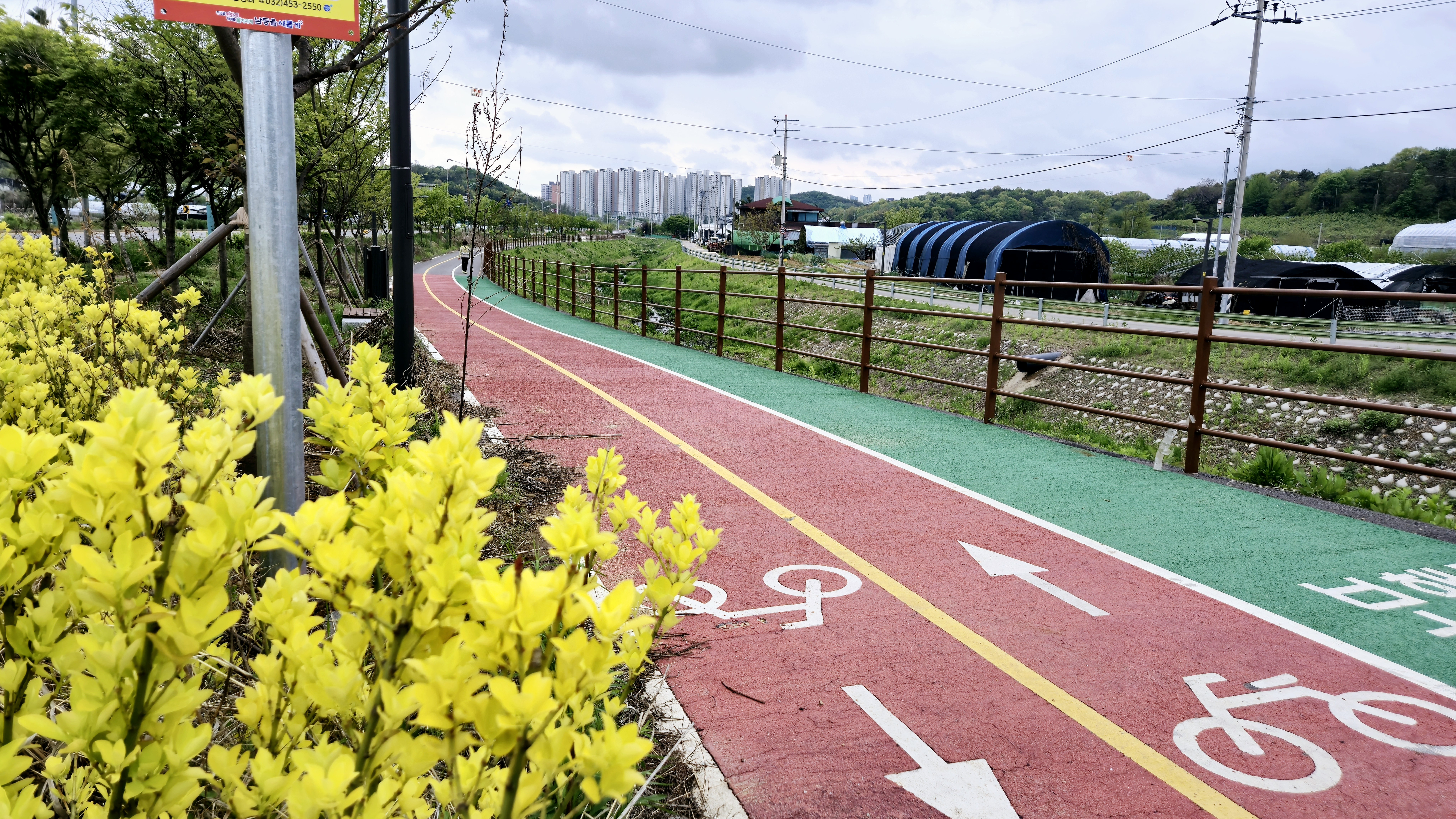
운연천 복원완료 모습
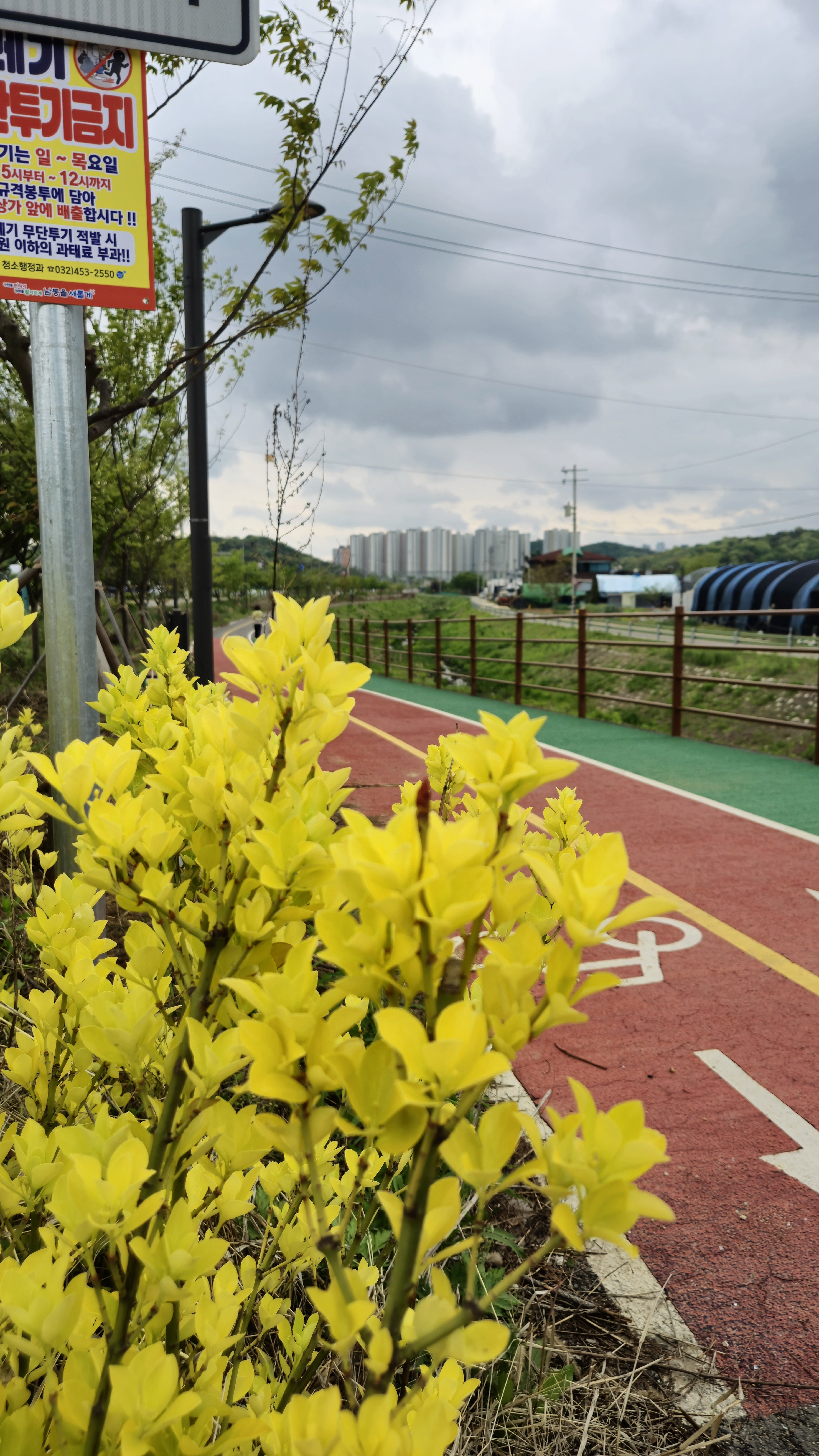
운연천의 여름
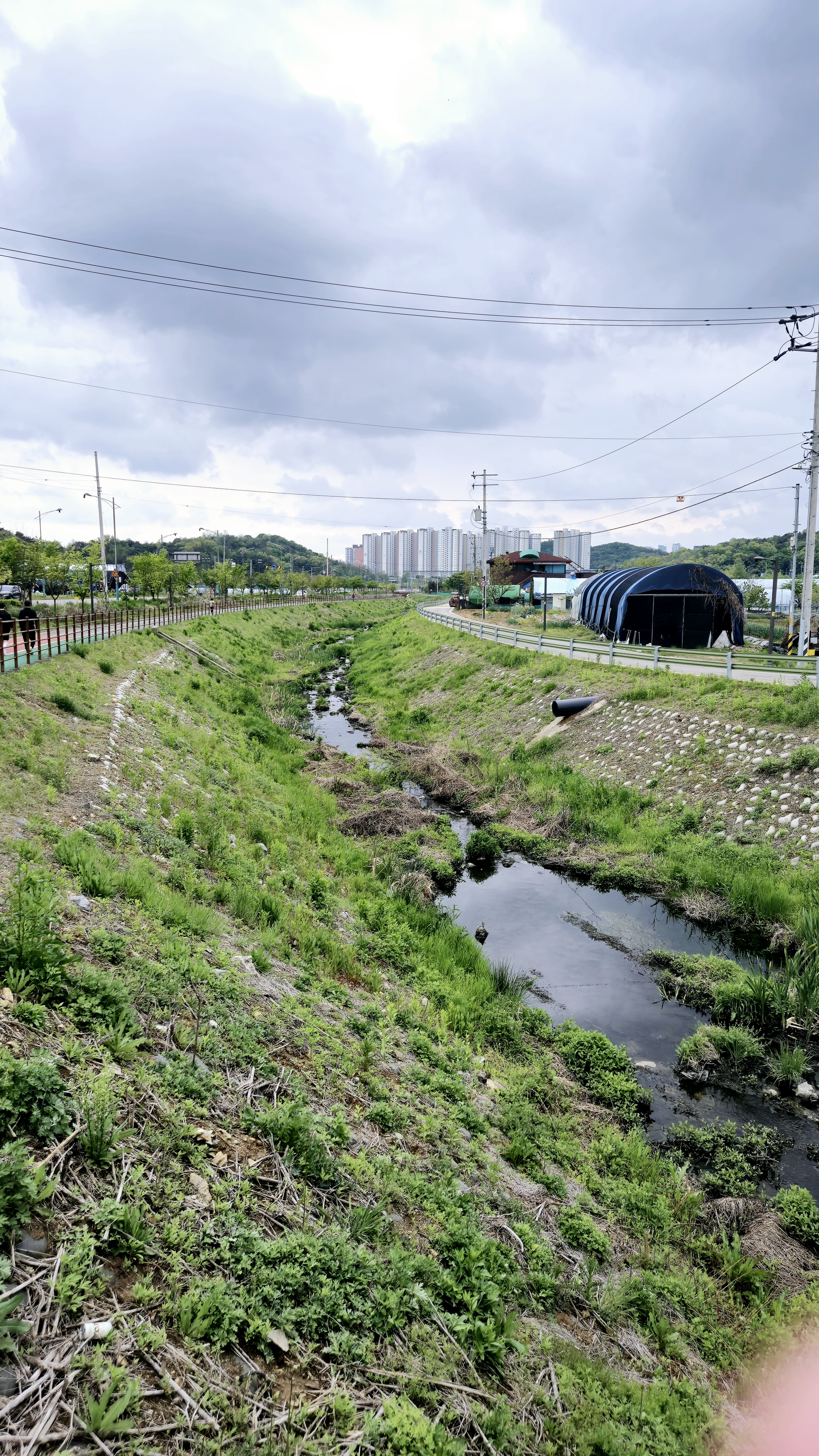
서창방면 하천방향

## 같이 보기
- 운연천로
- 수인로
- 만의골로